# Saison 2011 des Pirates de Pittsburgh
La Saison 2011 des Pirates de Pittsburgh est la 130e saison professionnelle pour cette franchise (125e saison en ligue majeure).
L'objectif des Pirates est avant tout de mettre fin à la série en cours de 18 saisons avec plus de défaites que de victoires, record pour l'ensemble du sport professionnel nord-américain. Le club surprend en première moitié de saison et réussit même à s'emparer à la mi-juillet du premier rang de la sa division. Mais le vent tourne en seconde moitié et, malgré des signes encourageants pour l'avenir, les Pirates concluent 2011 en quatrième place de la section Centrale de la Ligue nationale avec 72 victoires et 90 défaites, pour une 19e saison perdante consécutive.

## Intersaison

### Arrivées

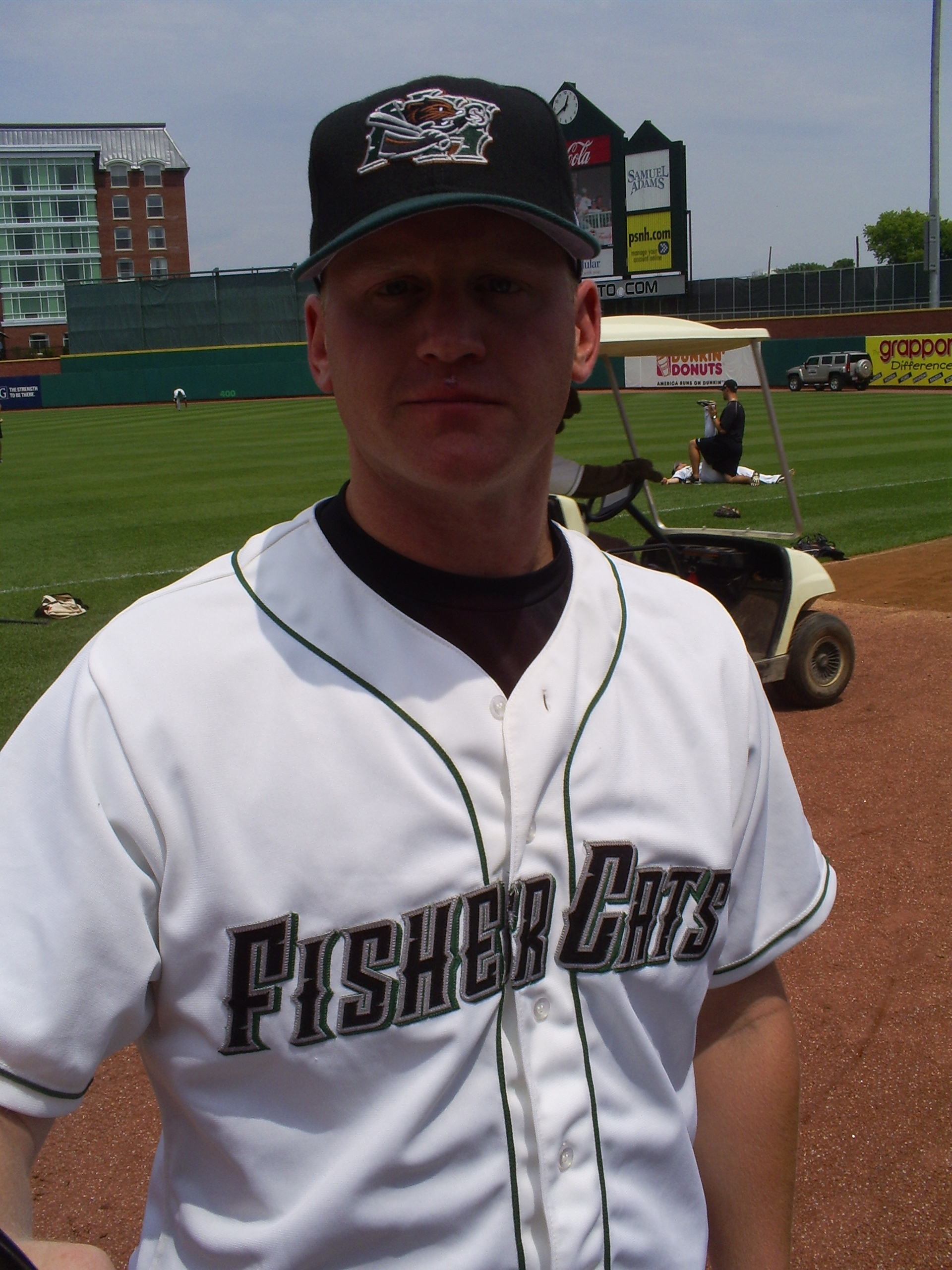
Lyle Overbay rejoint les Pirates

Le lanceur César Valdez rejoint les Pirates le 9 décembre 2010 à la suite d'un échange avec les Diamondbacks de l'Arizona en retour de Zach Duke.
Agent libre, le lanceur partant Scott Olsen paraphe un contrat d'un an en faveur des Pirates le 10 décembre.
Devenu agent libre au terme de son contrat de quatre ans chez les Blue Jays de Toronto, le joueur de premier but Lyle Overbay signe le 14 décembre un contrat d'un an avec les Pirates de Pittsburgh.
Les Braves d'Atlanta renonçant à ses services début décembre, le joueur de champ gauche Matt Diaz signe chez les Pirates le 14 décembre Il s'engage pour deux ans contre 4,25 millions de dollars.
Agent libre, le lanceur Kevin Correia signe chez les Pirates le 17 décembre. Il s'engage pour deux saisons contre huit millions de dollars.
L'arrêt-court Alcides Escobar, le champ centre Lorenzo Cain, le lanceur de relève Jeremy Jeffress et le lanceur d'avenir Jake Odorizzi rejoignent les Pirates en retour du lanceur partant Zack Greinke et de l'arrêt-court Yuniesky Betancourt aux Brewers de Milwaukee. Cet échange est conclu le 19 décembre 2010.

### Départs
Brian Bass, Dana Eveland, Andy LaRoche, Brendan Donnelly, Chris Jakubauskas, Chan Ho Park, Erik Kratz, Argenis Díaz, Brandon Moss, Delwyn Young et Lastings Milledge  deviennent agents libres et quittent le club. Zach Duke, Joe Martinez, Zack Greinke et Yuniesky Betancourt sont échangés. Wil Ledezma est réclamé au ballottage par les Blue Jays de Toronto le 5 janvier 2011.

### Grapefruit League
34 rencontres de préparation sont programmées du 25 février au 30 mars à l'occasion de cet entraînement de printemps 2011 des Pirates.
Avec 12 victoires et 21 défaites, les Pirates terminent quatorzièmes de la Grapefruit League et enregistrent la quatorzième meilleure performance des clubs de la Ligue nationale.

## Saison régulière

### Classement
| Ligue nationale (Division Centrale) | V  | D   | %    | GB |
| ----------------------------------- | -- | --- | ---- | -- |
| Brewers de Milwaukee                | 96 | 66  | .593 | -  |
| Cardinals de Saint-Louis            | 90 | 72  | .556 | 6  |
| Reds de Cincinnati                  | 79 | 83  | .488 | 17 |
| Pirates de Pittsburgh               | 72 | 90  | .444 | 24 |
| Cubs de Chicago                     | 71 | 91  | .438 | 25 |
| Astros de Houston                   | 56 | 106 | .346 | 40 |

### Résultats
| Légende              | Légende             | Légende       |
| victoire des Pirates | défaite des Pirates | match reporté |
| -------------------- | ------------------- | ------------- |

#### Mai
| #  | Date    | Adversaire  | Score | Victoire       | Défaite       | Sauvetage    | Affluence | Bilan |
| -- | ------- | ----------- | ----- | -------------- | ------------- | ------------ | --------- | ----- |
| 29 | 1er mai | @ Rockies   | 8 - 4 | Morton (3-1)   | Jiménez (0-2) |              | 35 012    | 13-15 |
| 30 | 2 mai   | @ Padres    | 4 - 3 | McDonald (2-2) | Harang (2-4)  | Hanrahan (9) | 20 546    | 14-15 |
| 31 | 3 mai   | @ Padres    |       |                |               |              |           |       |
| 32 | 4 mai   | @ Padres    |       |                |               |              |           |       |
| 33 | 6 mai   | Astros      |       |                |               |              |           |       |
| 34 | 7 mai   | Astros      |       |                |               |              |           |       |
| 35 | 8 mai   | Astros      |       |                |               |              |           |       |
| 36 | 9 mai   | Dodgers     |       |                |               |              |           |       |
| 37 | 10 mai  | Dodgers     |       |                |               |              |           |       |
| 38 | 11 mai  | Dodgers     |       |                |               |              |           |       |
| 39 | 12 mai  | Dodgers     |       |                |               |              |           |       |
| 40 | 13 mai  | @ Brewers   |       |                |               |              |           |       |
| 41 | 14 mai  | @ Brewers   |       |                |               |              |           |       |
| 42 | 15 mai  | @ Brewers   |       |                |               |              |           |       |
| 43 | 16 mai  | @ Nationals |       |                |               |              |           |       |
| 44 | 17 mai  | @ Nationals |       |                |               |              |           |       |
| 45 | 18 mai  | @ Reds      |       |                |               |              |           |       |
| 46 | 19 mai  | @ Reds      |       |                |               |              |           |       |
| 47 | 20 mai  | Tigers      |       |                |               |              |           |       |
| 48 | 21 mai  | Tigers      |       |                |               |              |           |       |
| 49 | 22 mai  | Tigers      |       |                |               |              |           |       |
| 50 | 24 mai  | Braves      |       |                |               |              |           |       |
| 51 | 25 mai  | Braves      |       |                |               |              |           |       |
| 52 | 27 mai  | @ Cubs      |       |                |               |              |           |       |
| 53 | 28 mai  | @ Cubs      |       |                |               |              |           |       |
| 54 | 29 mai  | @ Cubs      |       |                |               |              |           |       |
| 55 | 30 mai  | @ Mets      |       |                |               |              |           |       |
| 56 | 31 mai  | @ Mets      |       |                |               |              |           |       |

## Draft
La Draft MLB 2011 se tient du 6 au 8 juin 2011 à Secaucus (New Jersey). Les Pirates ont le premier choix.

## Affiliations en ligues mineures
| Niveau         | Equipe                    | Ligue                    | Manager       | Vic. | Déf. | Classement |
| -------------- | ------------------------- | ------------------------ | ------------- | ---- | ---- | ---------- |
| AAA            | Indianapolis Indians      | International League     | Dean Treanor  |      |      |            |
| AA             | Altoona Curve             | Eastern League           | P. J. Forbes  |      |      |            |
| Advanced A     | Bradenton Marauders       | Florida State League     | Carlos García |      |      |            |
| A              | West Virginia Power       | South Atlantic League    | Gary Robinson |      |      |            |
| Short Season A | State College Spikes      | New York - Penn League   | Dave Turgeon  |      |      |            |
| Rookie         | Gulf Coast League Pirates | Gulf Coast League        | Tom Prince    |      |      |            |
| Rookie         | DSL Pirates               | Dominican Summer League  |               |      |      |            |
| Rookie         | Venezuelan Summer Pirates | Venezuelan Summer League |               |      |      |            |